# Меньшагін Борис Георгієвич
Борис Георгієвич Меньшагін (рос. Борис Георгиевич Меньшагин; 9 травня 1902; Смоленськ або Ростов-на-Дону — 25 травня 1984, Кіровськ) — радянський юрист. У роки Другої світової війни — колабораціоніст, бургомістр Смоленська (1941-43) і Бобруйська (1943-44).

## Біографія
Син присяжного повіреного і статського радника, Г. Ф. Меньшагіна (судді в 1911-16 рр. в Борівському), закінчив гімназію в Смоленську. У 1919 році добровільно вступив в Червону армію, служив до 1927 року. Демобілізований за релігійні переконання і регулярне відвідування церкви. Заочно закінчив юридичний факультет в Москві.
У 1928-31 роках працював в колегії адвокатів при обласному суді Центрально-Чорноземної області. У 1931 році працював на московському заводі АРЕМЗ (юристом). У 1931-37 роках — у 2-му автопарку Мосавтогруза.
З 1937 року працював в Смоленській обласній колегії адвокатів до приходу німців.
З літа 1941 року — бургомістр окупованого німцями Смоленська. Запрошений німецькою окупаційною владою на розкопки останків польських військовополонених, розстріляних у Катинському лісі.
Після відступу німців був бургомістром Бобруйська. Займаючи цю посаду, зміг врятувати від смерті не одну сотню радянських громадян (в тому числі євреїв).
У травні 1945 року інтернований американцями в Карлових Варах. Звільнившись з табору, повернувся в Карлові Вари, зайняті радянськими військами. Дружина і дочка зуміли перебратися в США. Помилково вважаючи, що його сім'я арештована, добровільно здався радянській владі. Слідство йшло 6 років. Під час слідства не підтверджував свідчення свого колишнього заступника Б. В. Базилевського (які той пізніше дав на Нюрнберзькому процесі) про те, що Катинський розстріл був здійснений німецькими, а не радянськими військами.
Постановою ВЗГ при МДБ СРСР від 12 вересня 1951 засуджений до 25 років тюремного ув'язнення. Термін повністю відбув у Владимирській тюрмі. Серед його «сусідів» були заступники Лаврентія Берія — Судоплатов і Мамула. Близько 19 років просидів в одиночній камері.
У 1955 році керівництво в'язниці піднімало питання про його амністію. У амністії було відмовлено. Працював бібліографом тюремної бібліотеки.
Після закінчення терміну відправлений в інвалідний будинок в селище Княжа Губа на Білому морі. Останні роки провів в аналогічному будинку в місті Кіровську (Мурманська область).
Після звільнення з ув'язнення надиктував на магнітофон спогади, видані після його смерті в Парижі, також опубліковані в Росії.

## Нагороди
- Відзнака для східних народів 2-го класу в сріблі (1943)